# Блеск (фильм, 2002)
«Блеск» (англ. Luster) — пост-панк и неоромантическая квир-комедия сценариста и режиссёра Эверетта Льюиса.

## Сюжет
Улицы Лос-Анджелеса, скейтборд, работа в магазине музыкальных дисков и близкие друзья — это всё, что есть у панка и гея по имени Джексон. Однажды во время пьяной оргии Джексон знакомится с симпатичным парнем по имени Билли и влюбляется в него. Но Билли не собирается отвечать взаимностью.
В музыкальном магазине на Джексона «западает» клиент по имени Дерек и признаётся в любви. Но Джексону нужен плохой парень Билли. Между тем из Айовы приезжает двоюродный брат Джексона. Джексон без ума от кузена, но не хочет инцеста.
Джексон устал от беспорядочных связей и хочет стабильных отношений. Босс и друг Джексона Сэм кончает жизнь самоубийством, оставляя предсмертное послание. В нём он объясняет парню, что просто очень устал, и просит его относиться к жизни серьёзнее. Джексон возвращается к Дереку.

## В ролях
| Актёр          | Роль              |
| -------------- | ----------------- |
| Шэйн Пауэрс    | Сэм               |
| Джастин Хервик | Джексон           |
| Джона Блекмен  | Билли             |
| Шон Тибодо     | Дерек             |
| Норман Ридус   | Доставщик товаров |

## Саундтрек
Так как режиссёр Эверетт Льюис стремился к тому, чтобы фильм получился «максимально квирным», саундтрек картины содержит мелодии таких музыкальных направлений, как «ЛГБТ-панк» и «квиркор», в первую очередь «Pansy Division».